# Oncideres hoffmanni
Oncideres hoffmanni là một loài bọ cánh cứng trong họ Cerambycidae.